# Fussballclub Basel 2024-2025
Questa voce raccoglie le informazioni riguardanti il Fußballclub Basel 1893 nelle competizioni ufficiali della stagione 2024-2025.

## Maglie e sponsor
Lo sponsor tecnico per la stagione 2024-2025 è Macron, mentre il main sponsor sulla maglia è Novartis.
| Casa | Trasferta |

## Rosa
Aggiornata al 30 agosto 2024.
| N. |                           | Ruolo | Calciatore       |
| -- | ------------------------- | ----- | ---------------- |
| 1  | Svizzera (bandiera)       | P     | Marwin Hitz      |
| 3  | Svizzera (bandiera)       | D     | Nicolas Vouilloz |
| 4  | Spagna (bandiera)         | D     | Arnau Comas      |
| 6  | Tunisia (bandiera)        | D     | Mohamed Dräger   |
| 7  | Kosovo (bandiera)         | C     | Benjamin Kololli |
| 8  | Portogallo (bandiera)     | C     | Romário Baró     |
| 9  | Spagna (bandiera)         | A     | Kevin Carlos     |
| 10 | Svizzera (bandiera)       | C     | Xherdan Shaqiri  |
| 11 | Costa d'Avorio (bandiera) | A     | Bénie Traoré     |
| 13 | Svizzera (bandiera)       | P     | Mirko Salvi      |
| 16 | Svizzera (bandiera)       | A     | Bradley Fink     |
| 17 | Svezia (bandiera)         | D     | Joe Mendes       |
| 18 | Ghana (bandiera)          | C     | Emmanuel Essiam  |
| 19 | Croazia (bandiera)        | A     | Marin Šotiček    |
| 21 | Georgia (bandiera)        | C     | Gabriel Sigua    |

| N. |                                 | Ruolo | Calciatore          |
| -- | ------------------------------- | ----- | ------------------- |
| 22 | Francia (bandiera)              | C     | Léo Leroy           |
| 23 | Svizzera (bandiera)             | A     | Albian Ajeti        |
| 25 | Paesi Bassi (bandiera)          | D     | Finn van Breemen    |
| 26 | Bosnia ed Erzegovina (bandiera) | D     | Adrian Leon Barišić |
| 27 | Svizzera (bandiera)             | C     | Kevin Rüegg         |
| 28 | Francia (bandiera)              | D     | Hugo Vogel          |
| 29 | Francia (bandiera)              | D     | Moussa Cissé        |
| 30 | Germania (bandiera)             | A     | Anton Kade          |
| 31 | Svizzera (bandiera)             | D     | Dominik Schmid      |
| 32 | Ghana (bandiera)                | D     | Jonas Adjetey       |
| 34 | Albania (bandiera)              | C     | Taulant Xhaka       |
| 35 | Svizzera (bandiera)             | A     | Roméo Beney         |
| 37 | Svizzera (bandiera)             | C     | Leon Avdullahu      |
| 39 | Svizzera (bandiera)             | A     | Junior Zé           |
| 43 | Svizzera (bandiera)             | D     | Marvin Akahomen     |

## Organigramma societario
Area tecnica
- Allenatore:  Fabio Celestini
- Allenatore in seconda: Davide Callà
- Preparatore dei portieri: Gabriel Wüthrich
- Preparatori atletici: Johannes Wieber

### Sessione estiva
| Acquisti | Acquisti            | Acquisti                  | Acquisti                    |
| R.       | Nome                | da                        | Modalità                    |
| -------- | ------------------- | ------------------------- | --------------------------- |
| C        | Romário Baró        | Porto                     | prestito                    |
| C        | Joe Mendes          | Braga                     | prestito                    |
| A        | Bénie Traoré        | Template:Calcio Sheffield | prestito                    |
| A        | Renato Veiga        | Sporting Lisbona          | definitivo (4,60 milioni €) |
| C        | Juan Carlos Gauto   | Huracán                   | definitivo (3,90 milioni €) |
| D        | Adrian Leon Barisic | Osijek                    | definitivo (3 milioni €)    |
| C        | Jonathan Dubasin    | Albacete                  | definitivo (3 milioni €)    |
| A        | Thierno Barry       | KSK Beveren               | definitivo (3 milioni €)    |
| A        | Đorđe Jovanović     | Maccabi Tel Aviv          | definitivo (2,80 milioni €) |
| A        | Maurice Malone      | Augusta                   | definitivo (2 milioni €)    |
| D        | Finn van Breemen    | ADO Den Haag              | definitivo (1 milione €)    |
| D        | Dominik Schmid      | Grasshoppers              | definitivo (900 mila €)     |
| C        | Gabriel Sigua       | Dinamo Tbilisi            | definitivo (700 mila €)     |
| D        | Mohamed Dräger      | Nottingham Forest         | definitivo (420 mila €)     |
| D        | Kevin Rüegg         | Verona                    | prestito                    |
| C        | Liam Millar         | Preston N.E.              | Fine prestito               |
| A        | Bradley Fink        | Grasshoppers              | Fine prestito               |
| C        | Emmanuel Essiam     | Stade Lausanne-Ouchy      | Fine prestito               |
| C        | Sayfallah Ltaief    | Winterthur                | Fine prestito               |
| P        | Tim Spycher         | Baden                     | Fine prestito               |

| Cessioni | Cessioni           | Cessioni                   | Cessioni                     |
| R.       | Nome               | a                          | Modalità                     |
| -------- | ------------------ | -------------------------- | ---------------------------- |
| A        | Zeki Amdouni       | Burnley                    | definitivo (18,60 milioni €) |
| C        | Andy Diouf         | Lens                       | definitivo (14 milioni €)    |
| C        | Dan Ndoye          | Bologna                    | definitivo (14 milioni €)    |
| C        | Wouter Burger      | Stoke City                 | definitivo (5 milioni €)     |
| D        | Riccardo Calafiori | Bologna                    | definitivo (4 milioni €)     |
| D        | Andy Pelmard       | Clermont Foot              | definitivo (1,90 milioni €)  |
| A        | Kaly Sène          | Losanna                    | definitivo (gratis)          |
| A        | Tician Tushi       | Baden                      | definitivo (gratuito)        |
| C        | Liam Chipperfield  | Sion definitivo (gratuito) |                              |
| C        | Liam Millar        | Preston N.E.               | prestito                     |
| A        | Bradley Fink       | Grasshoppers               | prestito                     |
| D        | Nasser Djiga       | Stella Rossa               | prestito                     |
| C        | Emmanuel Essiam    | Stade Lausanne-Ouchy       | prestito                     |